# Arcidiecéze turínská
Arcidiecéze turínská (latinsky Archidioecesis Taurinensis) je římskokatolická arcidiecéze na území severní Itálie se sídlem v Turíně. Jejím současným jmenovaným arcibiskupem je Roberto Repole (jmenovaný papežem Františkem 19. února 2022, emeritními arcibiskupy jsou kardinál Severino Poletto a biskup Cesare Nosiglia.